# Percolator

Randy Randolph – Percolator (1958)

Percolator ist ein Rock-’n’-Roll-Song aus dem Jahr 1958, der von Jack Morrow geschrieben und von Randy Randolph gesungen wurde. Er wurde nicht in seinem Ursprungsland USA, sondern erst 1960 in der deutschen Fassung von Trude Herr unter dem Titel Ich will keine Schokolade, ich will lieber einen Mann  bekannt.

## Entstehungsgeschichte
Der Songschreiber Jack Morrow beschreibt im Text einen Protagonisten, der sich einen Perkolator kauft, um den Kaffee warmzuhalten, da er nicht einmal eine Kaffeekanne besitzt. Um den Kaffee zu erhitzen, versäumt er sogar ein Rendezvous mit seiner Geliebten. In der zweiten Strophe tut ihm das zwar leid, aber er sieht keinen Ausweg, weil er eben kaffeesüchtig sei („coffee sot“). Der Text schließt mit der Versicherung, dass sie schon irgendeinmal heiraten und dann ein Café eröffnen werden.
Das Lied entstand am 8. September 1958 in den RCA-Victor-Tonstudios in Nashville in der Besetzung Randy Randolph (Saxophon), James „Spider“ Rich / James L. Wilkerson (Gitarre), Bob Moore (Bass), Floyd Cramer (Piano) und Buddy Harman (Schlagzeug). Randolph, Moore, Cramer und Harman gehörten zum Kern des Nashville A-Teams, das für den überwiegenden Teil der Country-Musikproduktionen in Nashville als Studiomusiker fungierte. Musikproduzent war Chet Atkins. Die Aufnahme ist eine der ersten Stereoaufnahmen im Bereich der Popmusik.

## Melodie und Instrumentierung
Das Lied beginnt und endet mit einem charakteristischen Riff, das nach der Reihe von den anderen Instrumenten unisono übernommen wird, auch das Schlagzeug spielt die Synkopen mit. Der Sänger Randy Randolph übernahm auch den Saxophon-Part.
Das eigentliche Lied hat den Aufbau: Vers-Refrain vokal, Vers-Refrain instrumental und wieder Vers-Refrain vokal. Die einfache Kadenz des Verses: I-V-V-I, der Refrain: IV-I-IV-V. Im  Instrumentalvers wird die Vokal-Melodie von Saxophon und Gitarre zweistimmig gespielt, beim Refrainteil spielt das Saxophon alleine eine sparsame, aber prägnante Improvisation der Melodie. Das Riff des Intros ist so markant, dass das Lied bereits nach wenigen Sekunden eindeutig erkannt wird.

## Veröffentlichung
Boots Randolph verbarg sich unter dem Pseudonym Randy Randolph auf der im Oktober 1958 veröffentlichten Single Percolator / Yakety Sax (RCA Records 7395), die nicht in die Hitparaden kam. Es war die zweite Single des Saxophonspielers Randolph, der erst später als Sessionmusiker des Nashville A-Teams zu großen Erfolgen kam. Mit der B-Seite Yakety Sax konnte Randy Randolph unter seinem richtigen Namen Boots Randolph im Februar 1963 einen weltweiten Instrumental-Hit landen.

Trude Herr – Ich will keine Schokolade

## Coverversionen
Das Stück erhielt in den USA keinerlei öffentliche Aufmerksamkeit und wurde erst 1960 durch eine deutschsprachige Version bekannt. Trude Herr präsentierte das Lied humorvoll unter dem Titel Ich will keine Schokolade, ich will lieber einen Mann (Februar 1960; Philips 876 938-7) und konnte dem Song mit Rang 18 in der deutschen Hitparade die erste Chartnotiz überhaupt verschaffen. Der deutsche Text wurde von Carl-Ulrich Blecher verfasst. Er schrieb allerdings drei Strophen, dadurch konnte der Instrumental-Part des Originals entfallen.
Das Lied wurde in dem deutschen Schlagerfilm Marina von Trude Herr (als Trude Pippes) gesungen, der am 19. August 1960 mit 15 Schlagern Premiere hatte. Es folgten Die Travellers mit der Parodie Ich will keine sauren Gurken (Text: Fred Oldörp; aufgenommen am 19. Mai 1960). Mina brachte mit Non voglio cioccolata im September 1961 eine italienische Fassung auf den Markt.
Der gleichnamige Instrumental-Hit von Billy Joe & the Checkmates vom Januar 1962 mit einem Rang 10 in den USA ist nicht dieselbe Komposition und erhielt deshalb zur Vermeidung von Verwechslungen den Untertitel „(Twist)“. Dirk Bach setzte auf die körperlichen Parallelen zu Trude Herr sowie seine Homosexualität und brachte im September 1995  Ich will keine Schokolade, ich will lieber einen Mann heraus.
Weitere Versionen:
- Wise Guys: Ich will keine a-cappella, 1997
- Rudolf Rock & die Schocker: Ich will keine Schokolade, 1979
- Edina Pop: Ich will keine Schokolade, 1994
- Peter Kraus: Percolator, 2004
- Peter Kraus: Ich will keinen Porsche Turbo, 2007
- Vanessa Neigert: Ich will keine Schokolade, 2009